# STS-30
STS-30 (Space Transportation System-30) var Atlantis fjerde rumfærge-mission.
Opsendt 4. maj 1989 og vendte tilbage den 8. maj 1989. Om bord var rumsonden Magellan der skulle sendes til planeten Venus.

## Besætning
- David Walker (kaptajn)
- Ronald Grabe (pilot)
- Norman Thagard (1. missionsspecialist)
- Mary Cleave (2. missionsspecialist)
- Mark Lee (3. missionsspecialist)

## Missionen
- Klargøring af rumsonden Magellan.
- Rumsonden Magellan.
- Rumfærgen Atlantis lander.

Hovedartikler: